# Georg Zwilling
Georg Zwilling (in amtlichen Dokumenten im Großherzogtum Hessen Georg Zwilling I.) (* 21. September 1892 in Mörfelden; † 5. November 1944 in Stadtlohn) war ein hessischer Politiker (KPD Hessen) und ehemaliger Abgeordneter des Landtags des Volksstaates Hessen in der Weimarer Republik.

## Familie und Ausbildung
Georg Zwilling war der Sohn des Handarbeiters Jakob II. Zwilling und dessen Frau Margarethe geborene Schulmeyer.
Georg Zwilling war Maurer von Beruf.

## Politik
Georg Zwilling war 1918 Mitglied des Frankfurter Arbeiter- und Soldatenrats, seit 1919 Mitglied der USPD und später der KPD.
Im Januar 1924 gründeten Kommunisten, Sozialdemokraten und andere in Mörfelden einen Verein zur Errichtung eines eigenen Volkshauses. Der Vorsitzende war Georg Zwilling. Das Volkshaus konnte schließlich im April 1930 den Arbeiterfamilien und ihren Organisationen zur Verfügung gestellt werden.
Am 8. November 1931 wurde Zwilling in der Stichwahl zum Bürgermeister von Mörfelden gewählt. Zwilling weigerte sich, die Notverordnungen der Präsidialkabinette durchzuführen. Stattdessen wurde eine Reihe sozialer Maßnahmen im Gemeinderat beschlossen. 1932 wurde er aus seinem Amt abgesetzt. 1932 bis 1933 gehörte er dem Landtag an. Nach der Machtergreifung der Nationalsozialisten wurde er kurzzeitig in „Schutzhaft“ genommen.
1944 kam er bei einem Luftangriff ums Leben.